# Amietophrynus rangeri
Amietophrynus rangeri е вид жаба от семейство Крастави жаби (Bufonidae). Видът е незастрашен от изчезване.

## Разпространение
Разпространен е в Лесото, Свазиленд и Южна Африка.

## Описание
Популацията на вида е намаляваща.